# Розсохина
Розсо́хина (рос. Рассохина) — присілок у складі Білозерського району Курганської області, Росія. Входить до складу Світлодольської сільської ради.
Населення — 2 особи (2010, 8 у 2002).